# Heineken Open 2000 - Qualificazioni singolare
Le qualificazioni del singolare  dell'Heineken Open 2000 sono state un torneo di tennis preliminare per accedere alla fase finale della manifestazione. I vincitori dell'ultimo turno sono entrati di diritto nel tabellone principale. In caso di ritiro di uno o più giocatori aventi diritto a questi sono subentrati i lucky loser, ossia i giocatori che hanno perso nell'ultimo turno ma che avevano una classifica più alta rispetto agli altri partecipanti che avevano comunque perso nel turno finale.
Le qualificazioni del torneo Heineken Open 2000 prevedevano 32 partecipanti di cui 4 sono entrati nel tabellone principale.

## Teste di serie
1. Assente
2. Guillermo Cañas (primo turno)
3. Andreas Vinciguerra (primo turno)
4. Tomas Behrend (Qualificato)

1. Francisco Costa (ultimo turno)
2. Raemon Sluiter (ultimo turno)
3. Michael Sell (Qualificato)
4. Sebastián Prieto (secondo turno)

## Qualificati
1. Michael Sell
2. Joan Balcells

1. Glenn Weiner
2. Tomas Behrend

## Tabellone

### Legenda
| - Q = Qualificato - WC = Wild card - LL = Lucky loser | - ALT = Alternate - SE = Special Exempt - PR = Protected Ranking | - w/o = Walkover - r = Ritirato - d = Squalificato |

### Sezione 1
|  | Primo turno      | Primo turno      | Primo turno      | Primo turno | Primo turno |  |  | Secondo turno  | Secondo turno  | Secondo turno | Secondo turno | Secondo turno |   |   | Ultimo turno | Ultimo turno   | Ultimo turno   | Ultimo turno | Ultimo turno |  |
|  |                  |                  |                  |             |             |  |  |                |                |               |               |               |   |   |              |                |                |              |              |  |
|  | James Shortall   | James Shortall   | James Shortall   | 6           | 6           |  |  |                |                |               |               |               |   |   |              |                |                |              |              |  |
|  | Nebojša Đorđević | Nebojša Đorđević | Nebojša Đorđević | 3           | 4           |  |  | James Shortall | James Shortall | 3             | 6             | 6             |   |   |              |                |                |              |              |  |
|  | Bob Bryan        | Bob Bryan        | Bob Bryan        | 6           | 6           |  |  | Bob Bryan      | Bob Bryan      | 6             | 3             | 4             |   |   |              |                |                |              |              |  |
|  | Lee Radovanovich | Lee Radovanovich | Lee Radovanovich | 3           | 2           |  |  |                |                |               |               |               |   |   |              | James Shortall | James Shortall | 1            | 1            |  |
|  | Mariano Hood     | Mariano Hood     | 6                | 4           | 6           |  |  |                |                | 7             | Michael Sell  | Michael Sell  | 6 | 6 |              |                |                |              |              |  |
|  | James Greenhalgh | James Greenhalgh | 3                | 6           | 2           |  |  |                | Mariano Hood   | 6             | 1             | 4             |   |   |              |                |                |              |              |  |
|  | 7                | Michael Sell     | Michael Sell     | 7           | 6           |  |  | 7              | Michael Sell   | 4             | 6             | 6             |   |   |              |                |                |              |              |  |
|  |                  | Tommy Robredo    | Tommy Robredo    | 5           | 3           |  |  |                |                |               |               |               |   |   |              |                |                |              |              |  |

### Sezione 2
|  | Primo turno         | Primo turno         | Primo turno     | Primo turno | Primo turno |  |  | Secondo turno | Secondo turno    | Secondo turno    | Secondo turno | Secondo turno |   |    | Ultimo turno  | Ultimo turno  | Ultimo turno  | Ultimo turno | Ultimo turno |  |
|  |                     |                     |                 |             |             |  |  |               |                  |                  |               |               |   |    |               |               |               |              |              |  |
|  |                     | Noam Okun           | Noam Okun       | 6           | 7           |  |  |               |                  |                  |               |               |   |    |               |               |               |              |              |  |
|  | 2                   | Guillermo Cañas     | Guillermo Cañas | 4           | 5           |  |  | Noam Okun     | Noam Okun        | Noam Okun        | 4             | 3             |   |    |               |               |               |              |              |  |
|  | Joan Balcells       | Joan Balcells       | Joan Balcells   | 7           | 6           |  |  | Joan Balcells | Joan Balcells    | Joan Balcells    | 6             | 6             |   |    |               |               |               |              |              |  |
|  | Mike Bryan          | Mike Bryan          | Mike Bryan      | 5           | 4           |  |  |               |                  |                  |               |               |   |    | Joan Balcells | Joan Balcells | Joan Balcells | 6            | 7            |  |
|  | Dušan Vemić         | Dušan Vemić         | 5               | 6           | 6           |  |  |               |                  | Dušan Vemić      | Dušan Vemić   | Dušan Vemić   | 4 | 63 |               |               |               |              |              |  |
|  | Mashiska Washington | Mashiska Washington | 7               | 3           | 4           |  |  |               | Dušan Vemić      | Dušan Vemić      | 6             | 6             |   |    |               |               |               |              |              |  |
|  | 8                   | Sebastián Prieto    | 7               | 1           | 7           |  |  | 8             | Sebastián Prieto | Sebastián Prieto | 1             | 3             |   |    |               |               |               |              |              |  |
|  |                     | Edwin Kempes        | 6               | 6           | 5           |  |  |               |                  |                  |               |               |   |    |               |               |               |              |              |  |

### Sezione 3
|  | Primo turno     | Primo turno         | Primo turno     | Primo turno     | Primo turno |  |  | Secondo turno | Secondo turno   | Secondo turno | Secondo turno   | Secondo turno   |   |   | Ultimo turno | Ultimo turno | Ultimo turno | Ultimo turno | Ultimo turno |  |
|  |                 |                     |                 |                 |             |  |  |               |                 |               |                 |                 |   |   |              |              |              |              |              |  |
|  |                 | Glenn Weiner        | 4               | 6               | 6           |  |  |               |                 |               |                 |                 |   |   |              |              |              |              |              |  |
|  | 3               | Andreas Vinciguerra | 6               | 1               | 2           |  |  | Glenn Weiner  | Glenn Weiner    | 4             | 7               | 7               |   |   |              |              |              |              |              |  |
|  | Kevin Kim       | Kevin Kim           | Kevin Kim       | 6               | 7           |  |  | Kevin Kim     | Kevin Kim       | 6             | 6               | 6               |   |   |              |              |              |              |              |  |
|  | Karsten Braasch | Karsten Braasch     | Karsten Braasch | 2               | 5           |  |  |               |                 |               |                 |                 |   |   |              | Glenn Weiner | Glenn Weiner | 6            | 6            |  |
|  | Scott Humphries | Scott Humphries     | 2               | 7               | 6           |  |  |               |                 | 5             | Francisco Costa | Francisco Costa | 2 | 2 |              |              |              |              |              |  |
|  | Petr Pála       | Petr Pála           | 6               | 5               | 3           |  |  |               | Scott Humphries | 4             | 7               | 63              |   |   |              |              |              |              |              |  |
|  | 5               | Francisco Costa     | Francisco Costa | Francisco Costa | 1           |  |  | 5             | Francisco Costa | 6             | 64              | 7               |   |   |              |              |              |              |              |  |
|  |                 | Martin Spottl       | Martin Spottl   | Martin Spottl   | 3r          |  |  |               |                 |               |                 |                 |   |   |              |              |              |              |              |  |

### Sezione 4
|  | Primo turno          | Primo turno           | Primo turno           | Primo turno | Primo turno |  |  | Secondo turno | Secondo turno        | Secondo turno  | Secondo turno  | Secondo turno  |   |      | Ultimo turno | Ultimo turno  | Ultimo turno  | Ultimo turno | Ultimo turno |  |
|  |                      |                       |                       |             |             |  |  |               |                      |                |                |                |   |      |              |               |               |              |              |  |
|  | 4                    | Tomas Behrend         | Tomas Behrend         | 6           | 6           |  |  |               |                      |                |                |                |   |      |              |               |               |              |              |  |
|  |                      | Juan Ignacio Carrasco | Juan Ignacio Carrasco | 3           | 3           |  |  | 4             | Tomas Behrend        | 7              | 2              | 1              |   |      |              |               |               |              |              |  |
|  | Sébastien de Chaunac | Sébastien de Chaunac  | Sébastien de Chaunac  | 7           | 6           |  |  |               | Sébastien de Chaunac | 5              | 6              | 0r             |   |      |              |               |               |              |              |  |
|  | Alistair Hunt        | Alistair Hunt         | Alistair Hunt         | 5           | 1           |  |  |               |                      |                |                |                |   |      | 4            | Tomas Behrend | Tomas Behrend | 6            | 7            |  |
|  | Mark Thompson        | Mark Thompson         | 6                     | 2           | 7           |  |  |               |                      | 6              | Raemon Sluiter | Raemon Sluiter | 1 | 6(0) |              |               |               |              |              |  |
|  | Andrew Turner        | Andrew Turner         | 3                     | 6           | 65          |  |  |               | Mark Thompson        | Mark Thompson  | 3              | 2              |   |      |              |               |               |              |              |  |
|  | 6                    | Raemon Sluiter        | Raemon Sluiter        | 6           | 7           |  |  | 6             | Raemon Sluiter       | Raemon Sluiter | 6              | 6              |   |      |              |               |               |              |              |  |
|  |                      | Cristiano Testa       | Cristiano Testa       | 2           | 63          |  |  |               |                      |                |                |                |   |      |              |               |               |              |              |  |